# Humberto Fernández-Dávila y Segovia

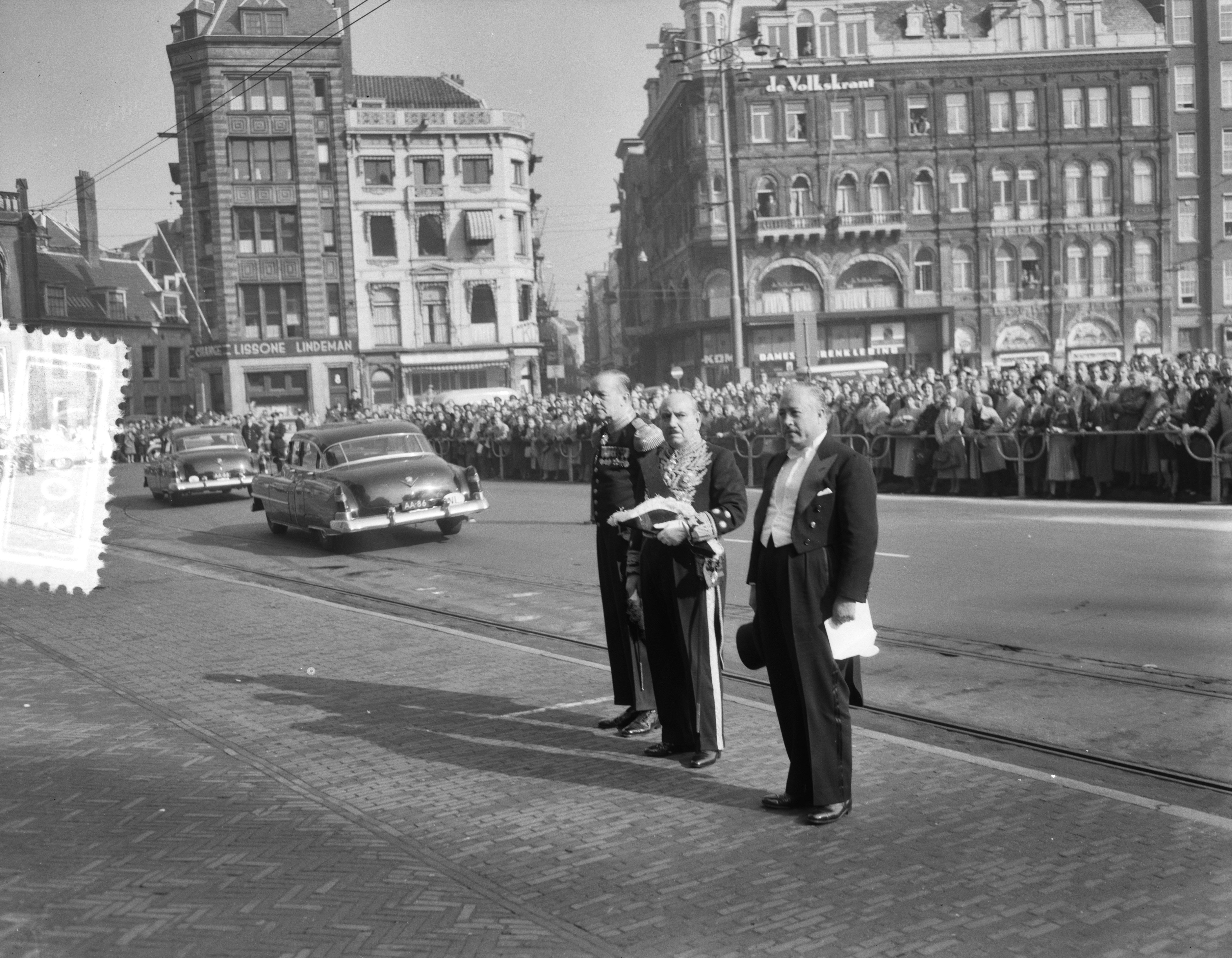

Humberto Exequiel Fernández-Dávila y Segovia (1889-1961) fue un diplomático peruano.

## Biografía
Nacido en Lima, fue hijo de Francisco Aníbal Fernández-Dávila y Sotomayor y Rosaura Segovia Cabrera. 
Miembro del servicio diplomático desde 1917, sirvió como secretario de legación en Berlín, encargado de negocios en Buenos Aires y cónsul general en Yokohama, Copenhague y Ottawa. Posteriormente, asumió la jefatura de la misión diplomática en Estados Unidos como encargado de negocios (1945, 1947, 1948).
Fue además ministro plenipotenciario y luego embajador en los Países Bajos (1952-1956) y Bolivia (1956-1961).